# Campionati del mondo di mountain bike 2012 - Cross country femminile Under-23
Il Cross Country femminile Under-23 dei Campionati del mondo di mountain bike 2012 si è svolto il 7 settembre 2012 a Saalfelden, in Austria, su un percorso di 24,8 km. La gara è stata vinta dalla svizzera Jolanda Neff, che ha terminato la gara in 1h23'57", alla media di 17,72 km/h.

## Ordine d'arrivo (Top 10)
| Pos. | Corridore         | Squadra       | Tempo    |
| ---- | ----------------- | ------------- | -------- |
| 1    | Jolanda Neff      | Svizzera      | 1h23'57" |
| 2    | Jana Belomojina   | Ucraina       | a 18"    |
| 3    | Paula Gorycka     | Polonia       | a 27"    |
| 4    | Annie Last        | Gran Bretagna | a 47"    |
| 5    | Monika Żur        | Polonia       | a 1'54"  |
| 6    | Helen Grobert     | Germania      | a 3'10"  |
| 7    | Anne Terpstra     | Paesi Bassi   | a 3'58"  |
| 8    | Ekaterina Anošina | Russia        | a 4'32"  |
| 9    | Serena Calvetti   | Italia        | a 4'40"  |
| 10   | Michelle Hediger  | Svizzera      | a 4'54"  |